# Ziekte van Menkes
De ziekte van Menkes is een X-gebonden recessief erfelijke ziekte die kopertekort (koperdeficiëntie) geeft. Het defect bevindt zich in het ATP7A-gen op het X-chromosoom. Een andere naam is het kinky hair syndrome.

## Symptomen

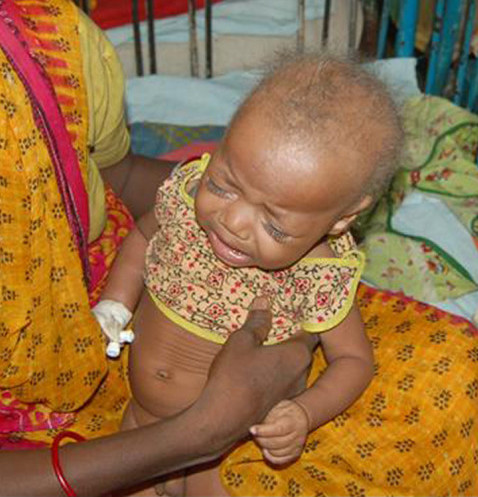
Baby met typische symptomen van de Ziekte van Menkes. Meest opvallend zijn het broze gekrulde haar, de lichtere huidskleur en de bollere wangen.

De ziekte uit zich meestal op de leeftijd van 2 tot 3 maanden door achterstand in ontwikkeling, slapte van de spieren van de romp en het gelaat, spasticiteit van de armen en benen, achterblijvende groei, onderkoeling (hypothermie) en insulten. De baby's hebben een aparte haargroei (broos en krullerig). Het beloop is slecht: overlijden op kinderleeftijd.

## Varianten
Occipitale hoornsyndroom (X-gebonden cutis laxa ofwel Ehlers-Danlos type IX), een mildere vorm. Daarnaast bestaat de heterozygote vorm bij vrouwelijke dragers met alleen haar- en huidafwijkingen.

## Behandeling
Er is geen oorzakelijke behandeling. Er wordt met koper-injecties gepoogd met name de neurologische verschijnselen te remmen of voorkomen.

## Erfelijkheid
X-gebonden recessief overerfelijk. Dit betekent dat de ziekte vrijwel alleen bij jongens zal voorkomen. Het ATP7A-gen is aangedaan. Dit gen uit zich behalve in de lever in het gehele lichaam.